# San Juan Parangaricutiro

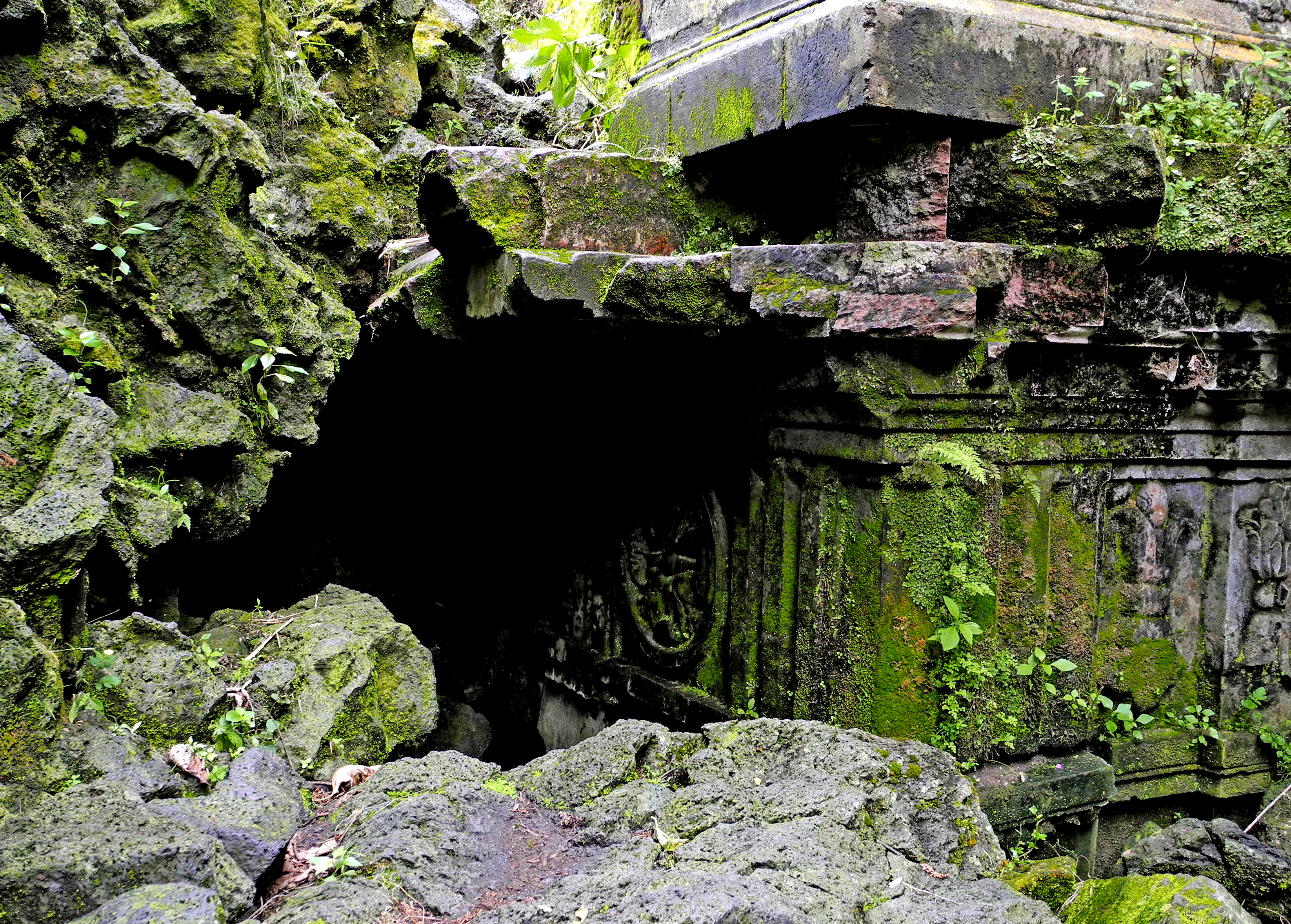
San Juan Parangaricutiro

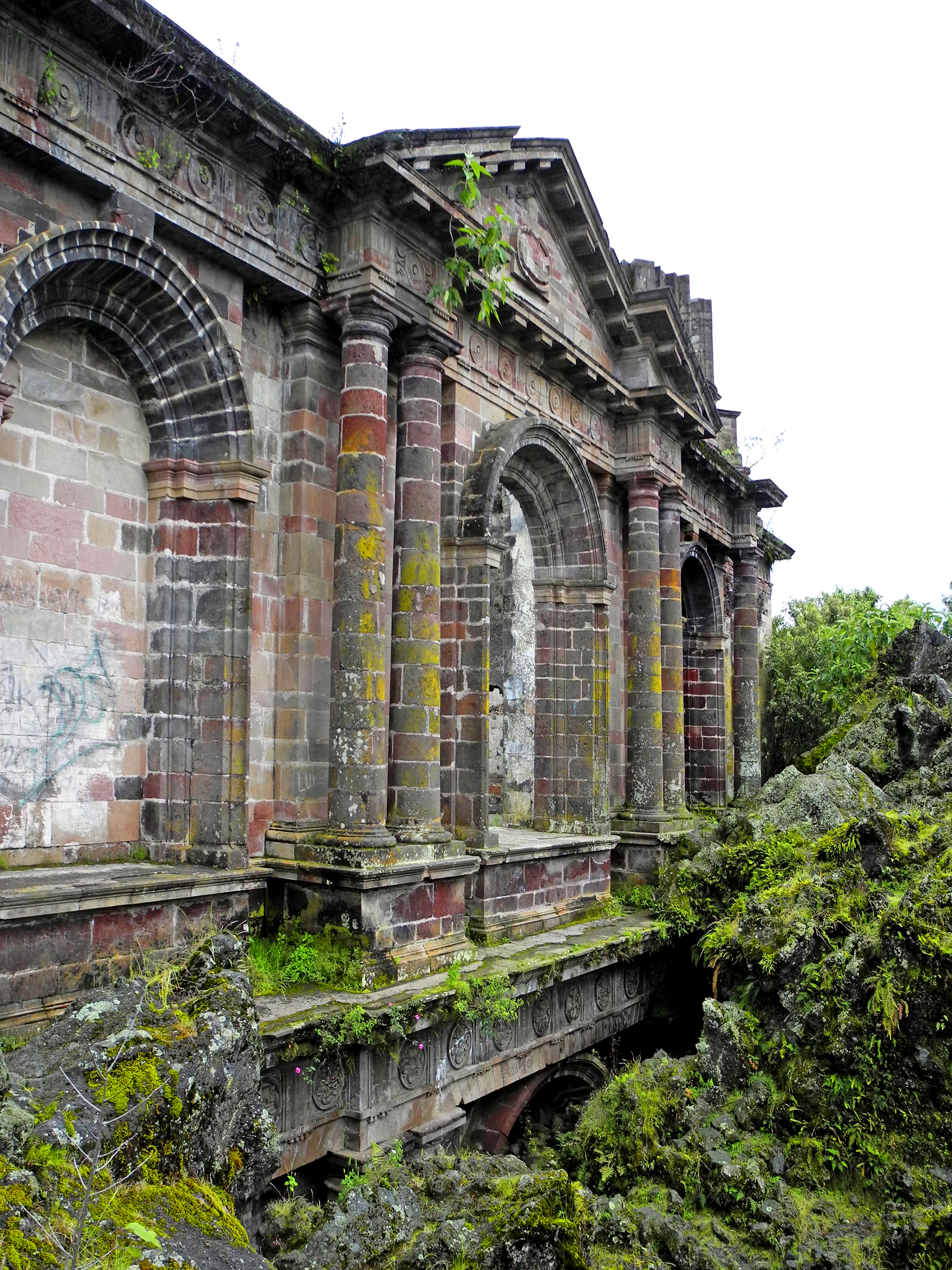
San Juan Parangaricutiro

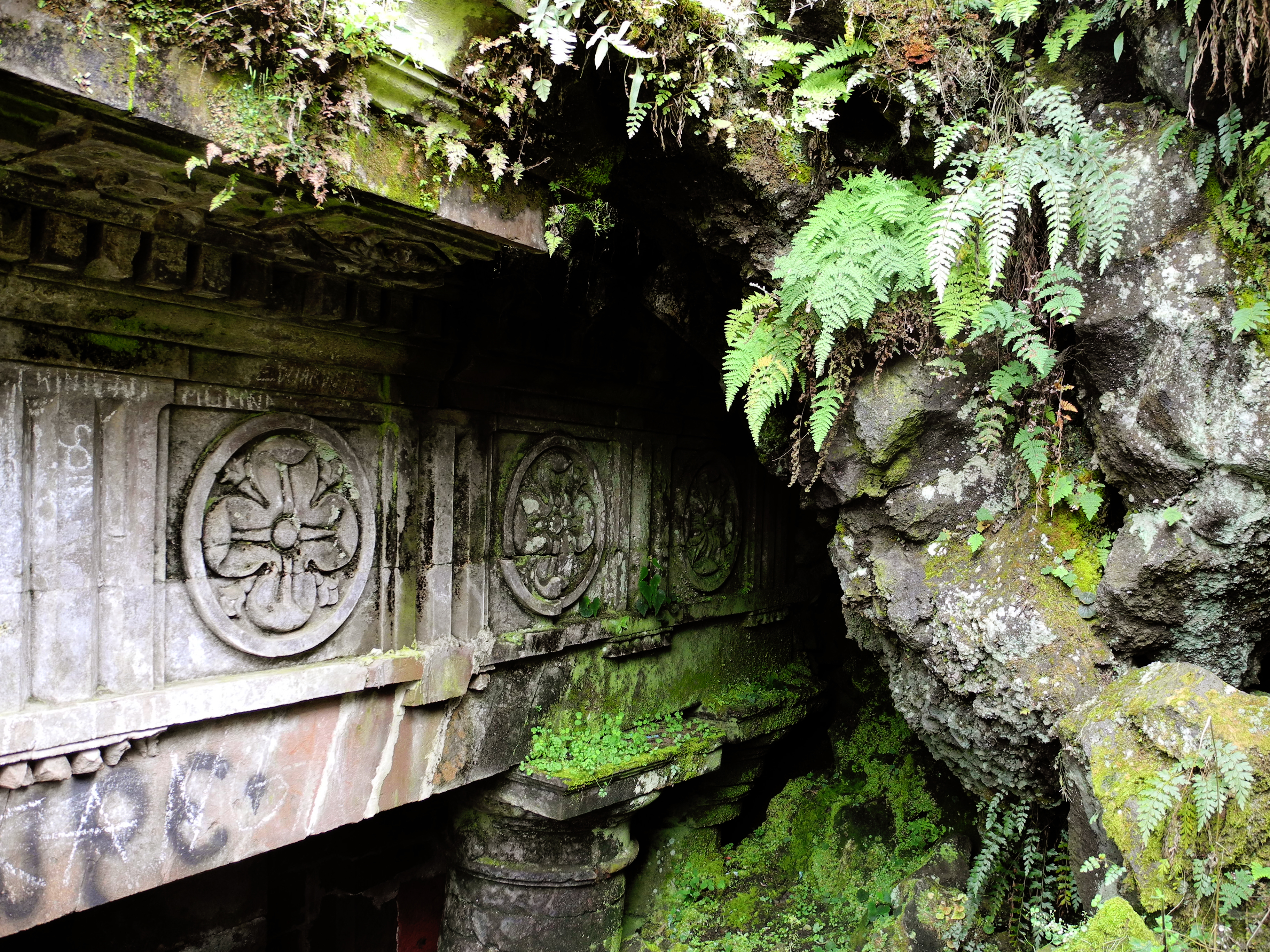
San Juan Parangaricutiro

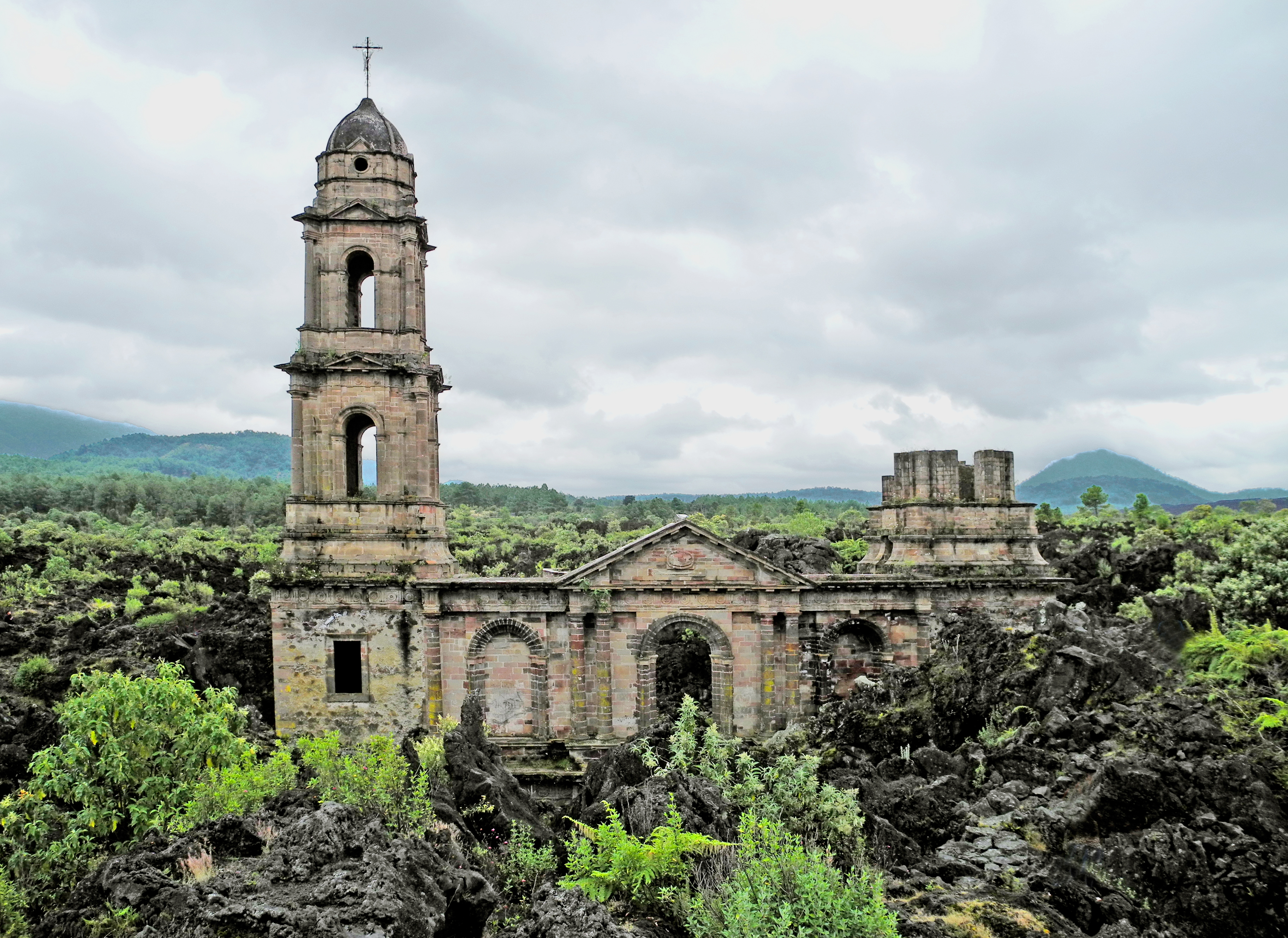
San Juan Parangaricutiro

San Juan Parangaricutiro es un poblado abandonado del Estado de Michoacán, en México, casi completamente desaparecido bajo la lava del volcán Paricutín en 1943. Los habitantes, que sobrevivieron al desastre natural, tuvieron que abandonar el área afectada por la erupción realizando un éxodo rural, para así llegar a la exhacienda Los Conejos donde reconstruyeron el poblado y conformaron nuevamente el municipio que hoy en día es conocido como Nuevo San Juan Parangaricutiro.

## Localización
Se localiza en el oeste del estado, en las coordenadas 19º 37’ de latitud norte y en los 97° 17’ O, a una altitud de 2280 m s. n. m. Limita al norte con Chilchota, al sur con Nuevo San Juan Parangaricutiro y al oeste con Tancítaro. Su distancia a la capital del estado, Morelia, es de 270 km.